# Jagdish-Tempel

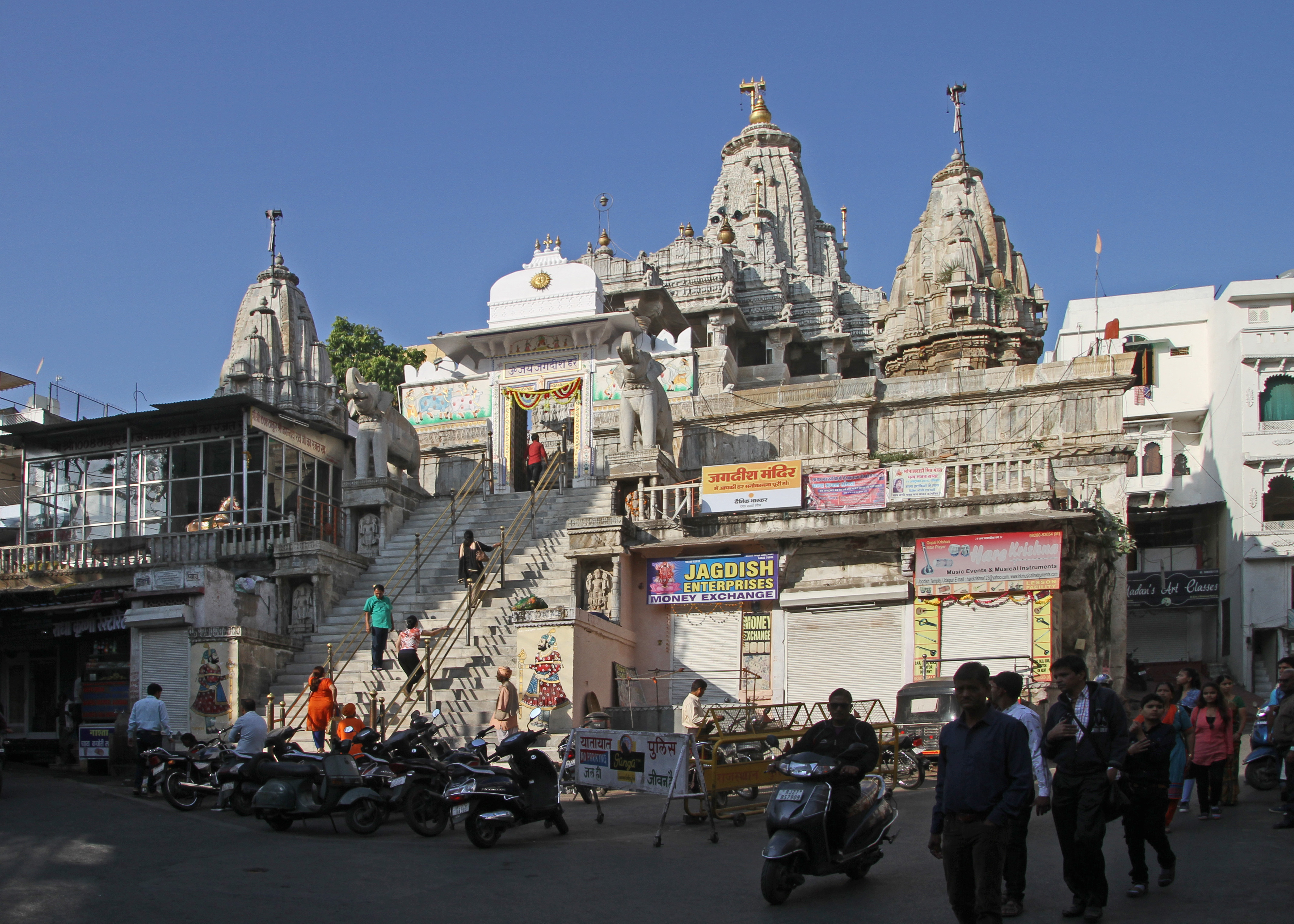
Jagdish-Tempel

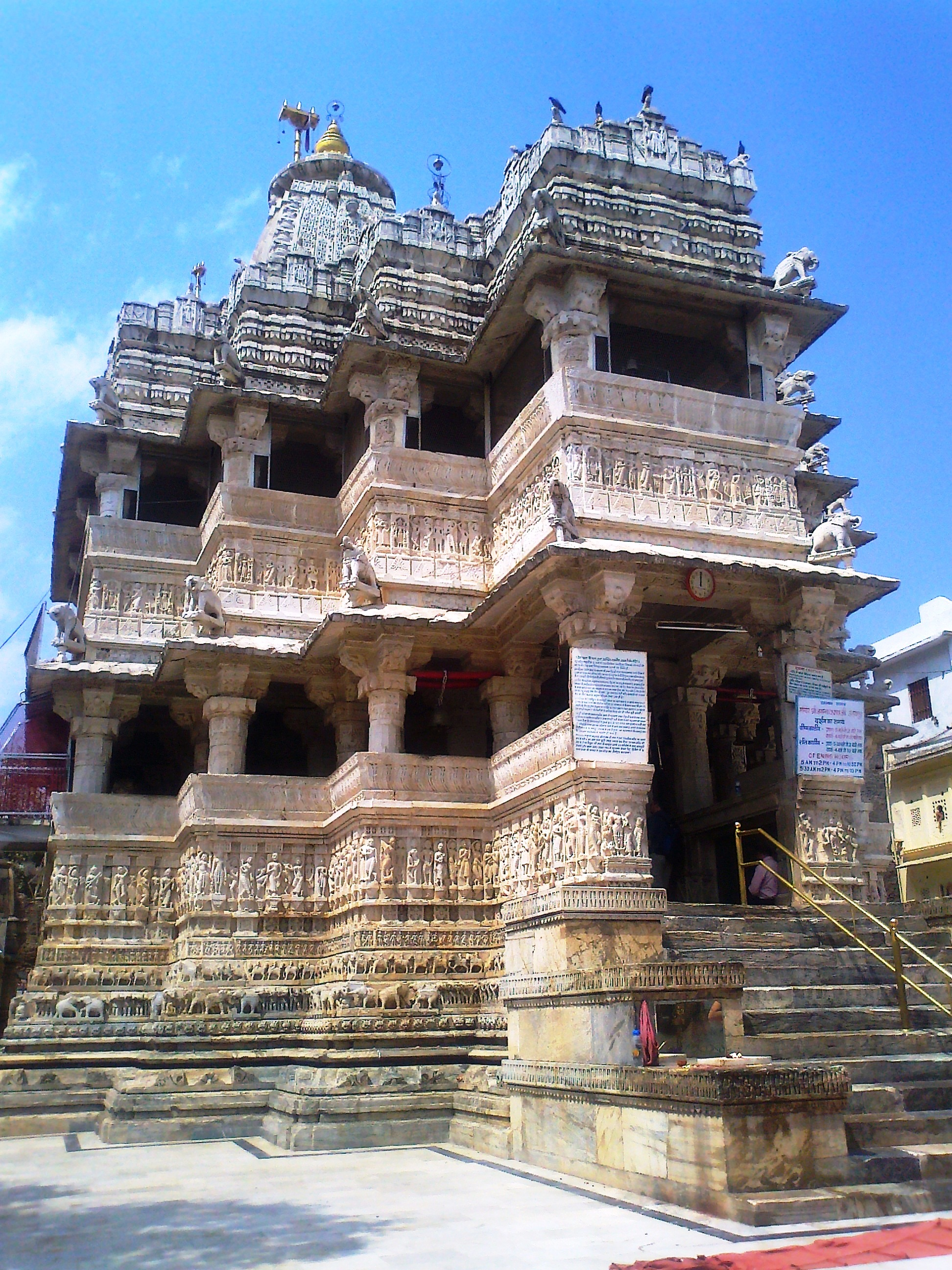
Jagdish-Tempel

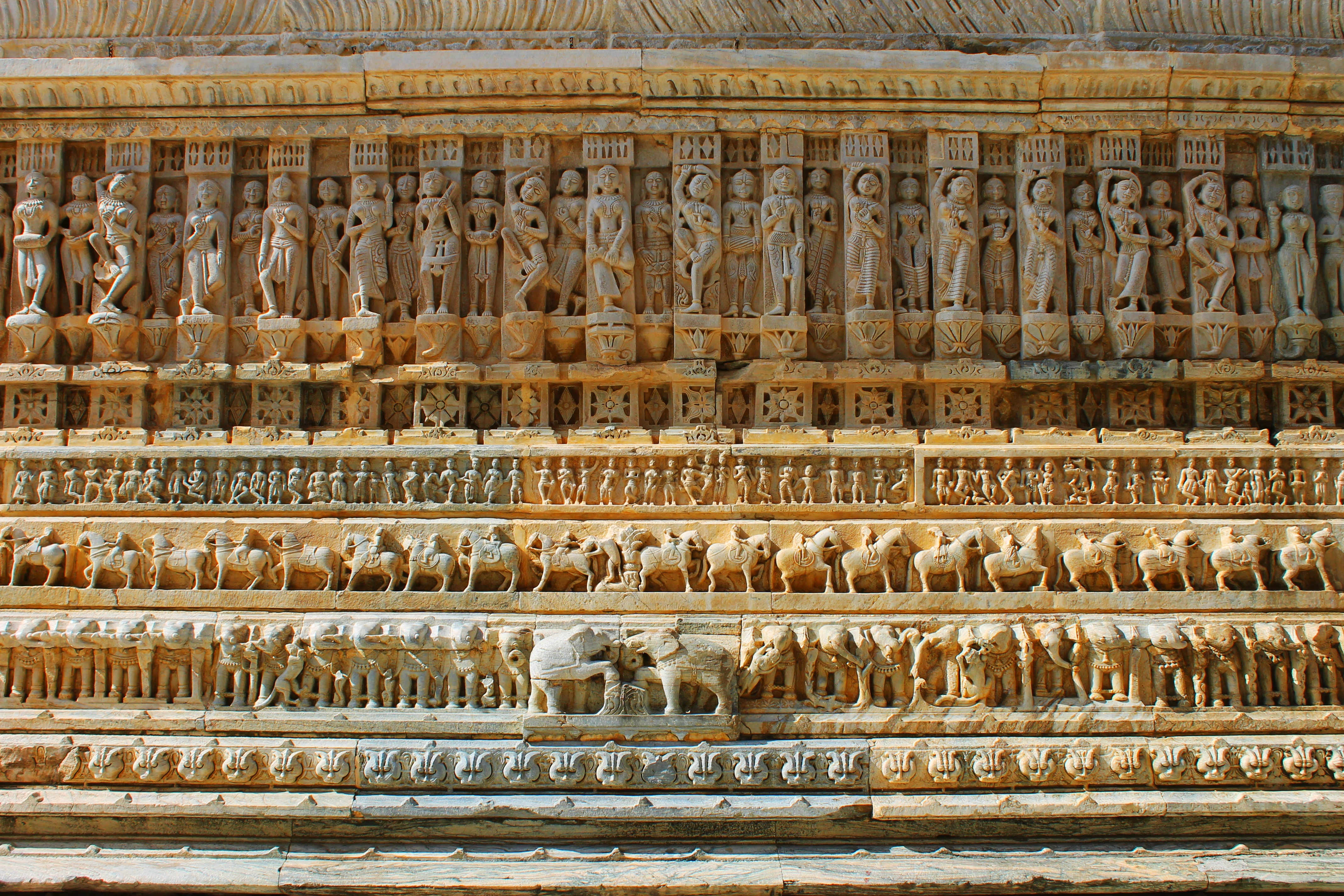
Sockelzone der Mandapa-Wand

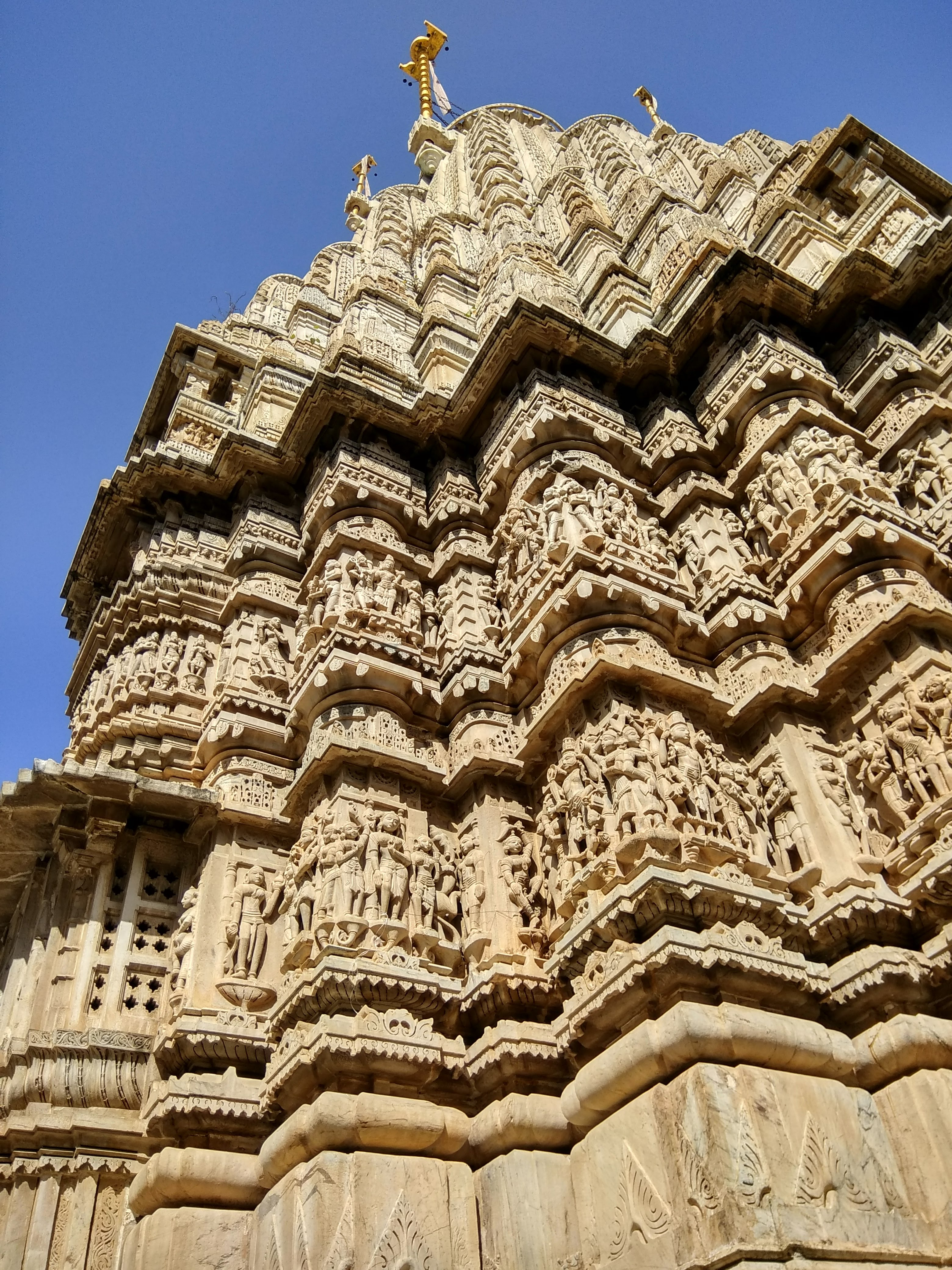
Shikhara-Turm über der Cella

Der Jagdish-Tempel inmitten der Altstadt von Udaipur ist einer der größten und meistbesuchten Hindutempel (mandir) Rajasthans und ganz Nordindiens.

## Lage
Der Jagdish-Tempel liegt auf einer von Menschenhand geschaffenen Plattform (jagati) auf dem höchsten Punkt (ca. 600 m) der Altstadt von Udaipur. Hinter dem Tempel führen zahlreiche Gassen und Sträßchen zu den Ufertreppen (ghats) am Pichhola-See hinab.

## Geschichte
Im Jahr 1568 wurden die in Chittorgarh residierenden Rajputen von Mewar von den Truppen des Mogul-Herrschers Akbar I. besiegt. Der geflohene Maharana Udai Singh II. verlegte daraufhin die Hauptstadt seines Reiches nach Udaipur, doch unter den Moguln war der Neubau von Tempeln untersagt. Erst um die Mitte des 17. Jahrhunderts begann Maharana Jagat Singh I. mit dem Neubau eines imposanten Tempels im Herzen der Stadt, der dem Hindu-Gott Vishnu unter seinem Beinamen Jagannath („Herr der Welt“) geweiht war; im Lauf der Zeit wurde der Name in Jagdish umgewandelt.

## Architektur und Dekor
Der Baukomplex des Jagdish-Tempels folgt dem panchayatana-Typus der Tempel Nordindiens; d. h., dass in den Ecken der Tempelplattform vier weitere Kleintempel stehen, die den Göttern Ganesha, Surya, Shakti und Shiva geweiht sind. Unmittelbar vor dem Haupttempel befindet sich ein fünfter, aber seitlich offener Schrein für den „Sonnenadler“ Garuda, dem Begleittier (vahana) Vishnus.
Der Tempelbau folgt in seinem Aufbau den zweigeschossigen klassischen Tempeln im Westen Nordindiens (s. u.). Über eine durch mehrere Stufen erhöhte kleine Vorhalle (mukhamandapa) und eine große Vorhalle (mahamandapa) führt der Weg der Gläubigen zur von einem konischen Turm (shikhara) überragten und nur von Brahmanen-Priestern zu betretenden lichtlosen Cella (garbhagriha), in welcher das aus einem schwarzen Marmorblock herausgearbeitete vierarmige Kultbild des Gottes aufbewahrt und verehrt wird.
Die Sockelzone des Außenbaus ist durch leicht zurückgestufte figürliche Friesreihen mit mythischen „Löwengesichtern“ (kirtimukha)s, Elefanten, Reitern, Musikanten, Blumen oder Sternen und schließlich Tänzerinnen, Musikantinnen oder „Schönen Mädchen“ (surasundaris) gestaltet; darüber befinden sich die – von reliefierten Säulen unterbrochenen und leicht nach außen gekippten – steinernen Rückenlehnen der Sitzbalkone. Das Obergeschoss der Vorhalle ist ähnlich gestaltet; auf eine Sockelzone konnte jedoch verzichtet werden. Darüber erhebt sich der üppig verzierte Dachaufbau.
Der knapp 25 m hohe Shikhara-Turm ist – wie üblich – fenster- und balkonlos; lediglich im innenliegenden Umgangsbereich (pradakshinapatha) finden sich Gitterfenster (jalis). Er ist durch zwei Reihen mit Götterfiguren, „Schönen Mädchen“ etc. in einem üppig dekorierten Umfeld verziert; über den Figurenreliefs erhebt sich das konisch zulaufende Dach mit seiner reich verzierten vertikalen urushringa-Gliederung und einem amalaka-Ringstein mit kalasha-Vase als oberem Abschluss.

## Bedeutung
Der Jagdish-Tempel ist einer der wenigen Tempelbauten Nordindiens aus der Zeit der Mogul-Herrschaft. Verglichen mit den klassischen Tempelbauten Nordindiens ist der zweigeschossige Aufbau der mandapa gewagt, doch wirkt der Figurenschmuck aus der Nähe betrachtet insgesamt eher teigartig, statisch und leblos.